# Isaiah Firebrace
Isaiah Firebrace (Moama, Ausztrália, 1999. október 21. –) ausztrál énekes. Az ausztrál The X Factor nyolcadik szériájának nyertese. Ő  képviselte Ausztráliát a 2017-es Eurovíziós Dalfesztiválon Kijevben. A döntőben 173 pontot sikerült összegyűjtenie, így a 9. helyezést érte el.